# Tomáš z Litoměřic
Tomáš z Litoměřic (? – okolo 1538) byl český zvonař a kovolijec 1. poloviny 16. století, působící v Litoměřicích. Je prvním významným zvonařem s působištěm v severních Čechách.
Nejstarší známý zvon tohoto mistra pochází z roku 1509. Ve starší literatuře mu bývají přidělovány i některé starší zvony, ve skutečnosti pořízené zvonařem Tomášem z Prahy. Tomáš z Litoměřic zpočátku spolupracoval s Ondřejem Ptáčkem z Kutné Hory, od nějž také převzal některé reliéfy. Svou dílnu měl zřejmě v hradební baště na okraji Litoměřic. Kolem r. 1538 zemřel.

## Charakteristika jeho zvonů
- Ucha s pletencem.
- Nápis kolem čepce.
- Téměř výhradně české nápisy, výjimečně latinské. Latinu zřejmě neovládal a užíval jen předem připravené texty, aniž rozuměl jejich smyslu.
- Nápisy v gotické minuskuli. Až na konci života se na některých zvonech objevuje přechodný typ humanistické majuskule. Je pravděpodobné, že nápisy pro tyto pozdní zvony připravoval už Tomášův tovaryš Jan z Litoměřic.

## Křtitelnice
- Roku 1521 zhotovil křtitelnici do kostela sv. Vojtěcha v Litoměřicích.